# Stockholm–Västerås–Bergslagens Järnvägar

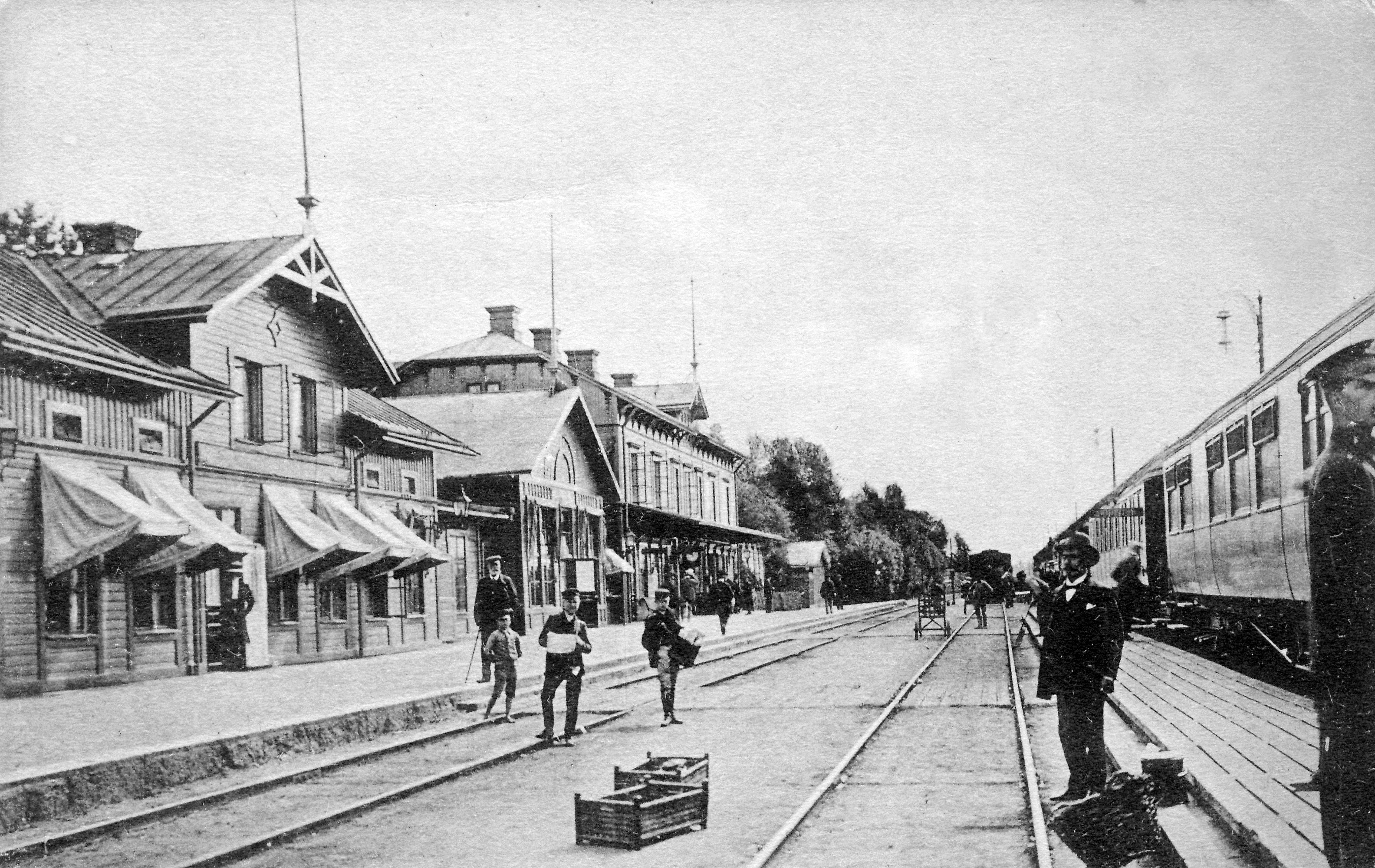
SWB-Bahnhof Tillberga um 1900

Stockholm–Västerås–Bergslagens Järnvägar, abgekürzt SWB, später SVB, war eine private schwedische Eisenbahngesellschaft. Sie wurde 1871 unter dem Namen Stockholm-Westerås-Bergslagens Jernvägsaktiebolag gegründet, um die Bergbauregion Bergslagen mit Eisenbahnstrecken zu erschließen und mit der Hafenstadt Västerås am Nordufer des Mälarsees sowie mit dem übrigen schwedischen Eisenbahnnetz zu verbinden. Die SWB entwickelte sich bis zu ihrer Verstaatlichung 1944 zu einer der größten privaten Eisenbahngesellschaften Schwedens.

## Geschichte

### Vorgeschichte
Die Region Bergslagen nördlich und nordwestlich des Mälarsees war seit Jahrhunderten ein wichtiges Bergbaugebiet, in dem unter anderem Silber, Kupfer und Eisen gewonnen wurde. Der Abtransport der Rohstoffe bis zu den Hafenstädten am Mälaren erfolgte bis zur Eröffnung des Strömsholm-Kanals 1795 ausschließlich auf dem beschwerlichen Landweg.
1854 beschloss der schwedische Reichstag, ein Netz von staatlichen Stammbahnen einzurichten. Dazu ergänzende Strecken sollten von der Privatwirtschaft finanziert und erbaut werden. Zunächst wurde überlegt, die Västra stambanan genannte Strecke von Stockholm nach Göteborg am nördlichen Ufer des Mälaren zu bauen. 1857 fiel jedoch die Entscheidung, die Strecke über einen möglichst kurzen Weg und somit südlich des Mälarsees zu bauen. Daraufhin wurden mehrere private Initiativen gestartet, um das nördliche Mälarenufer, die Städte Örebro und Västerås sowie die Region Bergslagen durch Bahnstrecken zu erschließen und mit Stockholm zu verbinden.

### Gründung und Streckenbau
1871 wurde die Gesellschaft unter dem Namen Stockholm-Westerås-Bergslagens Jernvägsaktiebolag gegründet. Unter anfangs zunächst schwierigen wirtschaftlichen Umständen wurde eine normalspurige Bahnstrecke von Tillberga nördlich von Västerås bis Köping erbaut und 1875 eröffnet. In Köping schloss die Strecke an die bereits seit 1867 bestehende Strecke der Gesellschaft Köping–Hults Järnväg nach Örebro an. Ebenfalls 1875 wurde die von der Gesellschaft Sala–Tillberga järnvägsaktiebolag erbaute Strecke von Sala nach Tillberga eröffnet. Ein Jahr später folgten die Strecken Tillberga–Ängelsberg und Tillberga–Tomteboda. In Tomteboda bestand Anschluss an die damals als Norra Stambanan bezeichnete Strecke Stockholm–Uppsala–Krylbo–Storvik.
1899 wurde eine Verbindungsstrecke zwischen Ramnäs an der Strecke Tillberga–Ängelsberg und Kolbäck an der Strecke Tillberga–Köping eröffnet. Diese ermöglichte es Zügen zwischen Köping/Örebro und Ängelsberg, den Knotenpunkt Tillberga zu umgehen. Im gleichen Jahr wurde die Verlängerung der Strecke nördlicher Richtung über Ängelsberg hinaus bis Fagersta für den Güterverkehr eröffnet. Im Jahr 1900 erreichte die Strecke Ludvika, zugleich wurde der Abschnitt bis Fagersta für den Personenverkehr freigegeben. 1907 fand der Streckenbau in Vansbro seinen nördlichen Abschluss.
Das Streckennetz der SWB wuchs zudem durch Zukäufe. Am 1. Januar 1905 wurde Sala–Tillberga järnvägsaktiebolag gekauft, nachdem SWB bereits vorher nahezu den gesamten Betrieb auf deren Strecke durchgeführt hatte. 1908 folgte Enköping–Heby–Runhällens Järnvägs AB (EHRJ) und 1922 Norbergs Järnväg.

### Verstaatlichung
1944 wurde die SWB wie viele andere Eisenbahngesellschaften im Zuge der Allgemeinen Eisenbahnverstaatlichung in Schweden in eine staatliche Gesellschaft mit gleichem Namen umgewandelt. Ein Jahr später wurde sie in die staatliche Eisenbahngesellschaft Statens Järnvägar (SJ) eingegliedert.

## Streckennetz

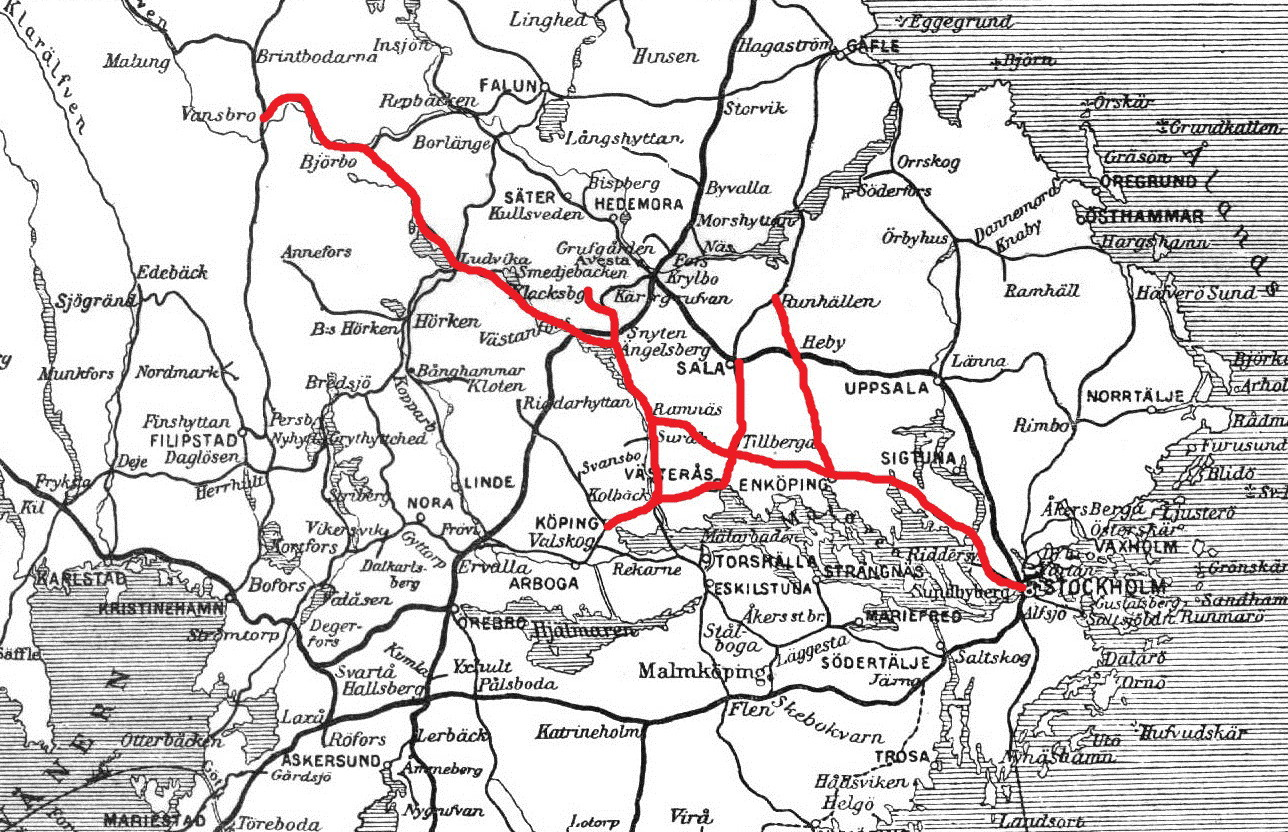
Streckennetz der SWB (rot markiert)

Zum Zeitpunkt seiner größten Ausdehnung umfasste das Streckennetz der SWB folgende Strecken:
- Stockholm–Örebro, heute Mälarbanan genannt
- Tillberga/Kolbäck–Ludvika–Nyhammar–Björbo–Vansbro
- Sala–Tillberga(–Västerås)
- Enköping–Runhällen
- Ängelsberg–Snyten–Kärrgruvan (Norbergs Järnväg)

## Streckenstilllegungen
| Datum      | Streckenabschnitt         | Länge | Verkehrsart     | Anmerkungen                                            |
| ---------- | ------------------------- | ----- | --------------- | ------------------------------------------------------ |
| 01.05.1909 | Enköping − Enköpings hamn | 3 km  | Personenverkehr |                                                        |
| 01.04.1952 | Heby − Runhällen          | 10 km | Personenverkehr |                                                        |
| 01.10.1959 | Enköping − Fjärdhundra    | 18 km | Gesamtverkehr   |                                                        |
| 01.10.1959 | Fjärdhundra − Heby        | 20 km | Personenverkehr |                                                        |
| 01.09.1962 | Ängelsberg − Kärrgruvan   | 18 km | Personenverkehr |                                                        |
| 01.09.1963 | Ludvika − Nyhammar        | 23 km | Personenverkehr |                                                        |
| 01.09.1963 | Nyhammar − Björbo         | 24 km | Gesamtverkehr   |                                                        |
| 01.11.1965 | Kolbäck − Surahammar      | 17 km | Personenverkehr | Wiederinbetriebnahme 10.11.1991                        |
| 01.11.1965 | Surahammar − Ramnäs       | 7 km  | Gesamtverkehr   | Wiederaufnahme Güterverkehr 1990, Personenverkehr 1991 |
| 01.10.1968 | Fjärdhundra − Heby        | 20 km | Gesamtverkehr   |                                                        |
| 01.01.1977 | Enköping − Enköpings hamn | 3 km  | Gesamtverkehr   |                                                        |
| 01.10.1985 | Ludvika − Nyhammar        | 23 km | Gesamtverkehr   |                                                        |
| 01.10.1990 | Ramnäs − Tillberga        | 28 km | Güterverkehr    | Dafür Wiederaufnahme Güterverkehr Surahammar–Ramnäs    |
| 01.11.1990 | Snyten − Kärrgruvan       | 28 km | Gesamtverkehr   |                                                        |
| 06.11.1991 | Ramnäs − Tillberga        | 28 km | Gesamtverkehr   | Dafür Wiederaufnahme Personenverkehr Ramnäs–Kolbäck    |